# Perkebunan Pangkatan
Perkebunan Pangkatan is een bestuurslaag in het regentschap Labuhan Batu van de provincie Noord-Sumatra, Indonesië. Perkebunan Pangkatan telt 1197 inwoners (volkstelling 2010).